# Kim Kyung-Ho
Kim Kyung-Ho (en coreano: 김경호) es un deportista surcoreano que compitió en tiro con arco, en la modalidad de arco recurvo. Ganó cuatro medallas en el Campeonato Mundial de Tiro con Arco al Aire Libre, en los años 1993 y 1997.

## Palmarés internacional
| Campeonato Mundial al Aire Libre | Campeonato Mundial al Aire Libre | Campeonato Mundial al Aire Libre | Campeonato Mundial al Aire Libre |
| Año                              | Lugar                            | Medalla                          | Prueba                           |
| -------------------------------- | -------------------------------- | -------------------------------- | -------------------------------- |
| 1993                             | Antalya (Turquía)                | Medalla de plata                 | Individual                       |
| 1993                             | Antalya (Turquía)                | Medalla de plata                 | Equipo                           |
| 1997                             | Victoria (Canadá)                | Medalla de oro                   | Individual                       |
| 1997                             | Victoria (Canadá)                | Medalla de oro                   | Equipo                           |